# 天茂集团
天茂实业集团股份有限公司 （深交所：000627）是中国深圳证券交易所的一家上市公司，主营业务范围为化学原料及化学制品制造业。

## 歷史
天茂实业集团股份有限公司前身是创立于1983年的荆门市化工厂，1993年改制為湖北荆门化工医药（集團）股份有限公司，1995年更名为湖北中天股份有限公司，1996年公开发行股票并上市。2000年更名为湖北百科药业股份有限公司。2002年，劉益謙控制的新理益成為湖北百科药业第一大股东。2006年7月，更名为天茂实业集团股份有限公司。2011年，该公司主营业务收入为1133763402.71元，公司净利润为-101683901.81元，公司总资产为1883614535.37元。